# 山本力蔵
山本 力蔵（やまもと りきぞう、1907年10月6日 - 1983年10月9日）は、千葉県の実業家、香取郡小見川町町長、新東京国際空港公団副総裁（1967年11月4日-1974年7月29日）。

## 生涯

### 前半生
1907年（明治40年）に旭町成田で醤油醸造を営む ｢飯田本店」の四男として生まれる。幼名は広造で、のちに實と改めた。
1925年（大正14年）に千葉県立成東中学校（現・成東高校）卒業後、大阪南堀江の綿花商である戸部商店へ見習い奉公に出る。
1927年（昭和2年）、20歳の時に小見川町で醤油醸造を営む大村屋の婿養子となる。
木下浅吉に師事して醤油醸造を研究し1939年（昭和14年）には中国に渡って技術指導を行う。
翌1940年（昭和15年）には済南市内に株式会社魯興醸造廠を興し醤油・味噌の工場を開設、1943年（昭和18年）には済南市内の醤油醸造会社4社を合併して山東醤油味噌統合株式会社の社長に就任するなど、精力的に活動した。

### 小見川町長
第二次世界大戦後に大陸から引き上げ、1946年（昭和21年）に二代目山本力蔵を襲名し、翌1947年に39歳で小見川町の町長となる。
19年間の施政では、小見川町営野球場にプロ野球試合の誘致（巨人対国鉄、金田正一も出場）、小見川大橋の開通、工業団地の造成、国保小見川中央病院の設立、利根川の治水対策等の実績を上げる。
住民感覚で町政を行い、人のつながりや世話になった人を大事にすることを忘れなかったといい、1954年（昭和29年）には千葉県町村会長、その後、全国町村会長に就任する。

### 新東京空港公団理事・副総裁
1966年（昭和41年）8月16日、自由民主党副総裁川島正次郎の要請により、新東京国際空港公団の理事に地元代表として就任。三里塚闘争が続く中、地域住民と積極的に対話を重ねて成田空港問題の解決に努めた。公団から受け取った俸給はすべて部下の慰労に使っていた。
地元情勢が切迫する最中、空港公団総裁の成田努が1967年（昭和42年）10月2日に自身のスキャンダルで辞任した。これに伴い副総裁の今井栄文が空港公団総裁に昇格すると、その後任に地方自治のベテランであった山本に白羽の矢が立った。山本自身はいったん「私は地元代表とはいえ、政府や公団から見れば招かれざる客だ。理事には出身省、親分、子分の系列があるが、私にはだれ一人味方がなく、官僚社会で一人ポツリと取り残される」と断り辞表を出したが、川島の慰撫により同年11月4日に空港公団副総裁に就任した。
1974年7月に公団副総裁を退き、公団顧問となる。

### 死去
1983年（昭和58年）に死去。同年11月10日に小見川町による町葬が執り行われ、当時の内閣総理大臣中曾根康弘から弔辞が送られた。

## エピソード
空港公団理事として地元との話し合うときには、反対という言葉を用いず"まだ賛成いただけない方"と呼ぶことを心掛けていたという。
山本は友納武人千葉県知事に対し「遠い親戚関係の人も反対派農民の中にいるので、東京の現地から離れたところでは、代替地を見たいとか話ができるが、現地では本人に迷惑がかかるので行くこともできない」「空港が来なければ平和に暮らしていたのに、本当に申し訳ない。私はいつでも副総裁を辞めようと思うが、私より苦しい人もいると思うと、やめるわけにもいかず、悩みます」と空港公団副総裁としての苦しい胸中を語っていた。
空港公団副総裁時代に、用地買収額の上乗せに充てるために山本家が所有する山林を売り払っていたことがあったという。この話を銀行筋から聞きつけた山村新次郎が山本に真偽を確かめると、山本は「ほとんどの人が知らないことであり、あなたさえ黙ってくれていたらいいんだ。もしこのことが知れわたって、どこかの誰かに迷惑をかけてはいけないから。どうぞいわないでくださいよ」と他言無用を求めたという。この逸話を山村から聞いた二階堂進はいたく感銘を受け、官房長官名義でスイス製の懐中時計を山本に贈呈したという。

## 栄典
勲三等旭日中綬章を受章し、死後従四位を追贈。小見川町名誉町民となり、1993年（平成5年）には小見川町役場（現・香取市小見川支所）内に顕彰碑が建てられた。